# Topologie discrète
Pour les articles homonymes, voir Discret.
En mathématiques, plus précisément en topologie, la topologie discrète sur un ensemble est une structure d'espace topologique où, de façon intuitive, tous les points sont « isolés » les uns des autres.

## Définitions
Soit X un ensemble. L'ensemble des parties de X définit une topologie sur X appelée topologie discrète. X muni de cette topologie est alors appelé espace discret.
On dit qu'une partie A d'un espace topologique X est un ensemble discret lorsque la topologie induite sur A est la topologie discrète.

## Propriétés
La topologie discrète est la topologie possédant le plus d'ouverts qu'il soit possible de définir sur un ensemble X, en d'autres termes la topologie la plus fine possible. En ce sens, c'est l'opposé de la topologie grossière.
Parmi les autres propriétés d'un espace topologique discret X :
- Tout sous-ensemble de X est un ouvert-fermé ;
- Une application de X dans un espace topologique quelconque est toujours continue ;
- X est complètement métrisable, par exemple par la distance discrète, i.e. la distance d définie par : d(x,y) = 1 si x ≠ y, et d(x,x) = 0 ;
- En conséquence, X satisfait à tous les axiomes de séparation. En particulier, X est séparé ;
- Si X est précompact pour l'une des distances induisant sa topologie (en particulier si X est compact) alors il est fini ;
- Les singletons de X forment une base de sa topologie ;
- Tout point de X admet un système fondamental de voisinages dénombrable (et même : fini), donc X est « à bases dénombrables de voisinages » ; X est à base dénombrable d'ouverts si et seulement s'il est dénombrable ;
- X est totalement discontinu ;
- Si X n'est pas vide, il est « de deuxième catégorie », i.e. non maigre dans lui-même ;
- Un produit fini d'espaces discrets est discret.

Les propriétés suivantes caractérisent les espaces discrets et les espaces finis discrets :
- Un espace topologique X est discret si et seulement si tous ses singletons sont ouverts ;
- Un espace topologique fini X est discret si et seulement s'il est séparé, auquel cas il est même compact.

Enfin :
- Deux espaces topologiques discrets équipotents sont homéomorphes.